# Brighton International 1980
Il Brighton International 1980 è stato un torneo femminile di tennis giocato sul sintetico indoor. È stata la 3ª edizione del Brighton International, che fa parte del WTA Tour 1980.
Si è giocato a Brighton in Gran Bretagna, dal 20 al 26 ottobre 1980.

## Campionesse

### Singolare
Chris Evert ha battuto in finale  Martina Navrátilová con il punteggio di 6–4, 5–7, 6–3

### Doppio
Kathy Jordan /  Anne Smith hanno battuto in finale   Martina Navrátilová /  Betty Stöve con il punteggio di 6–3, 7–5